# Nogliksky (huyện)
Huyện Nogliksky (tiếng Nga: ? райо́н) là một huyện hành chính tự quản (raion), của Tỉnh Sakhalin, Nga. Huyện có diện tích 13192 kilômét vuông, dân số thời điểm ngày 1 tháng 1 năm 2000 là 14600 người. Trung tâm của huyện đóng ở Nogliki.